# Acadèmia Búlgara de les Ciències
L'Acadèmia Búlgara de les Ciències, búlgar: Българската академия на науките Balgàrskata akademia na naúkite, abreujadament БАН BAN, és l'organització científica més gran de Bulgària. És una estructura estatal autònoma que engloba instituts de recerca i altres unitats independents. Els seus membres són acadèmics (membres reals), els membres corresponents (membres associats) i membres estrangers. Els instituts científics i les unitats independents de l'Acadèmia Búlgara de les Ciències realitzen investigacions científiques fonamentals, formació de personal, activitats aplicades i tecnològiques.